# ラマトロバン
ラマトロバン（Ramatroban）は、経口投与が可能な抗アレルギー薬の1種である。日本では花粉症の症状を抑えるためなどに使用される。CAS登録番号は116649-85-5。

## 構造
ラマトロバンの化学式はC21H21FN2O4S、モル質量は416.467 (g/mol)である。

## 生理活性
ラマトロバンにはトロンボキサンA2受容体のアンタゴニスト（拮抗薬）としての作用がある。
この他に、CRTH2受容体のアンタゴニストとしても作用する。また、in vitroでの結果ではあるものの、ラマトロバンが好酸球の遊走を妨げることも見い出された
。

## 副作用
血小板の機能を下げる添付文書に慎重投与として以下の記述がある。
- 出血傾向のある患者[4]
- 月経期間中の患者[4]
- 肝障害のある患者[4]
- 高齢者[4]

## 薬物動態
ラマトロバンは経口投与が可能である。

## 利用
ラマトロバンは、抗アレルギー薬として利用される。スギ花粉症の症状をラマトロバンを使って効果的に抑えるためには、なるべく早期にラマトロバンを投与するのが良いとの結果が出ている。なお、早期の投与が望ましいのは、抗ヒスタミン薬とラマトロバンを併用した時も同様であった。